# Francisco Antonio de Bances Candamo
Francisco Antonio de Bances Candamo (Sabugo, Astúries, 1662 — Lezuza, Albacete, 1704) va ser un comediògraf i poeta barroc castellà de l'anomenat Segle d'or. Influït per Luis de Góngora i Calderón de la Barca algunes de les seves obres tenen també una component dramàtica. Va haver de defensar l'art teatral dels atacs dels jesuïtes.

## Obres
- Obras Líricas
- La piedra filosofal (derivada de La vida es sueño)
- El esclavo en grillos de oro
- El gran químico del mundo.